# Agorà (programma televisivo)
Agorà è un programma televisivo italiano di approfondimento politico e sul territorio, in onda su Rai 3 dal 27 settembre 2010, dal lunedì al venerdì.
Voluto dal direttore Antonio Di Bella e confermato dal reintegrato Paolo Ruffini, Agorà ha esordito il 27 settembre 2010 prendendo il posto del programma Cominciamo bene, che era trasmesso dal 1999.

## Il programma
Il programma avrebbe dovuto inizialmente intitolarsi A onor del vero, ma fu cambiato poco dopo con il titolo attuale (secondo quanto dichiarato da Andrea Vianello, primo conduttore della trasmissione, fu ispirato da una locandina del film Agora di Alejandro Amenábar).
La trasmissione ha l'obiettivo di raccontare l'Italia attraverso la lente della politica, combattendo l'uso del politichese e creando un ponte logico tra l'astrattezza della politica parlata e i problemi reali della vita di tutti i giorni dei cittadini. Più che un "talk" Agorà viene descritto come un "quotidiano" che si sfoglia grazie al dibattito in studio, sulla notizia del giorno di attualità politica. Vi partecipano normalmente politici, giornalisti, intellettuali e analisti con il coinvolgimento di cittadini comuni. Il dibattito è sempre arricchito da servizi filmati e contributi video. Lo scopo è un approfondimento politico ma anche di vicende di cronaca, senza dimenticare le esigenze del territorio. 

## Edizione
| Edizione | Periodo           | Periodo        | Conduzione          | Conduzione          |
| Edizione | Inizio            | Fine           | Conduzione          | Conduzione          |
| -------- | ----------------- | -------------- | ------------------- | ------------------- |
| 1ª       | 27 settembre 2010 | 22 giugno 2011 | Andrea Vianello     | Andrea Vianello     |
| 2ª       | 26 settembre 2011 | 22 giugno 2012 | Andrea Vianello     | Andrea Vianello     |
| 3ª       | 24 settembre 2012 | 28 giugno 2013 | Andrea Vianello     | Gerardo Greco       |
| 4ª       | 23 settembre 2013 | 27 giugno 2014 | Gerardo Greco       | Gerardo Greco       |
| 5ª       | 22 settembre 2014 | 15 giugno 2015 | Gerardo Greco       | Gerardo Greco       |
| 6ª       | 14 settembre 2015 | 23 giugno 2016 | Gerardo Greco       | Gerardo Greco       |
| 7ª       | 12 settembre 2016 | 30 giugno 2017 | Gerardo Greco       | Gerardo Greco       |
| 8ª       | 11 settembre 2017 | 22 giugno 2018 | Serena Bortone      | Serena Bortone      |
| 9ª       | 10 settembre 2018 | 28 giugno 2019 | Serena Bortone      | Serena Bortone      |
| 10ª      | 9 settembre 2019  | 26 giugno 2020 | Serena Bortone      | Serena Bortone      |
| 11ª      | 7 settembre 2020  | 25 giugno 2021 | Luisella Costamagna | Luisella Costamagna |
| 12ª      | 6 settembre 2021  | 3 giugno 2022  | Luisella Costamagna | Luisella Costamagna |
| 13ª      | 12 settembre 2022 | 30 giugno 2023 | Monica Giandotti    | Monica Giandotti    |
| 14ª      | 11 settembre 2023 | 14 giugno 2024 | Roberto Inciocchi   | Roberto Inciocchi   |
| 15ª      | 9 settembre 2024  | 13 giugno 2025 | Roberto Inciocchi   | Roberto Inciocchi   |

## Rubriche della trasmissione

### Moviolone
La rubrica del Moviolone è originariamente animata da Antonio Sofi che ripropone al pubblico, in maniera analitica, brani di cronaca politica e repertori filmati correlati alla vita politica. Molto spesso il Moviolone si inserisce nel talk, a scandirne il ritmo e a cambiare argomento e tema di discussione. Dal 2019 al 2023 è stato diretto da Marco Carrara, che si occupava già della postazione social. Nelle edizioni estive 2021, 2022 e 2023 è stato diretto da Sara Mariani. Nell'edizione 2023 il moviolone è stato curato da Francesca Martelli, mentre dal 2024 è diretto da Lucia Loffredo. 

### La postazione social e breaking news
La postazione social e breaking news è una finestra di aggiornamento live sui fatti che accadono durante la messa in onda del programma inaugurata nel 2013. Tutti i responsabili della postazione social e breaking news. È diretto dal 2017 da Marco Carrara.

### L'albero dei cittadini
L'albero dei cittadini era una struttura scenografica, presente fino alla stagione 2014-2015, a forma di albero con sei schermi, al centro dello studio, che rimandava volti e voci di altrettanti cittadini comuni (che si alternavano nel corso delle puntate) collegati da casa loro via webcam. I cittadini interloquivano con gli ospiti, portando la concretezza dei problemi di ogni giorno all'interno dei discorsi e dei dibattiti dei politici, costruendo una sorta di termometro in tempo reale della comprensibilità e dell'efficacia delle argomentazioni proposte.

### Ieri, poggi, domani
Alessandro Poggi cura la rubrica Ieri, Poggi, domani, seguita nel 2021 da Sanremo, ieri e Poggi e Poggi qui, domani là, quest'ultima nello spin-off Agorà Weekend.

## Audience
| Edizione | Rete televisiva | Anno      | Orario      | Durata  | Programmazione | Programmazione | Programmazione | Programmazione | Programmazione | Programmazione | Programmazione | Telespettatori | Share |
| Edizione | Rete televisiva | Anno      | Orario      | Durata  | L              | M              | M              | G              | V              | S              | D              | Telespettatori | Share |
| -------- | --------------- | --------- | ----------- | ------- | -------------- | -------------- | -------------- | -------------- | -------------- | -------------- | -------------- | -------------- | ----- |
| 1ª       | Rai 3           | 2010-2011 | 09:00-11:00 | 120 min |                |                |                |                |                |                |                | -              | -     |
| 2ª       | Rai 3           | 2011-2012 | 08:00-10:00 | 120 min | 510.000        | 9,26%          |                |                |                |                |                |                |       |
| 3ª       | Rai 3           | 2012-2013 | 08:00-10:00 | 120 min | 582.000        | 10,31%         |                |                |                |                |                |                |       |
| 4ª       | Rai 3           | 2013-2014 | 08:00-10:00 | 120 min | 522.000        | 9,82%          |                |                |                |                |                |                |       |
| 5ª       | Rai 3           | 2014-2015 | 08:00-10:00 | 120 min | -              | -              |                |                |                |                |                |                |       |
| 6ª       | Rai 3           | 2015-2016 | 08:00-10:00 | 120 min | -              | -              |                |                |                |                |                |                |       |
| 7ª       | Rai 3           | 2016-2017 | 08:00-10:00 | 120 min | -              | -              |                |                |                |                |                |                |       |
| 8ª       | Rai 3           | 2017-2018 | 08:00-10:00 | 120 min | 434.000        | 7,7%           |                |                |                |                |                |                |       |
| 9ª       | Rai 3           | 2018-2019 | 08:00-10:00 | 120 min | -              | -              |                |                |                |                |                |                |       |
| 10ª      | Rai 3           | 2019-2020 | 08:00-09:45 | 105 min | -              | -              |                |                |                |                |                |                |       |
| 11ª      | Rai 3           | 2020-2021 | 08:00-09:45 | 105 min | -              | -              |                |                |                |                |                |                |       |
| 12ª      | Rai 3           | 2021-2022 | 08:00-10:30 | 150 min | -              | -              |                |                |                |                |                |                |       |
| 13ª      | Rai 3           | 2022-2023 | 08:00-10:30 | 150 min | -              | -              |                |                |                |                |                |                |       |
| 14ª      | Rai 3           | 2023-2024 | 08:00-09:45 | 105 min | -              | -              |                |                |                |                |                |                |       |
| 15ª      | Rai 3           | 2024-2025 | 08:00-09:25 | 85 min  | -              | -              |                |                |                |                |                |                |       |

## Spin-off

### Agorà Estate
Il 1º luglio 2013 esordisce lo spin-off Agorà Estate, programma che prende il posto di Cominciamo bene, voluto dal direttore di Rai 3 Andrea Vianello per non interrompere con la pausa estiva l'approfondimento e la discussione dei fatti politici ed economici. Lo spin-off prevede la doppia conduzione di Giovanni Anversa e Serena Bortone, quest'ultima già autrice di Agorà, mentre il moviolone passa sotto la cura di Pablo Rojas. Nelle estati del 2018 e del 2019 la conduzione della versione estiva è stata affidata alla giornalista Monica Giandotti, mentre nelle estati 2020 e 2021 è stata curata dal giornalista Roberto Vicaretti. La conduzione passa poi ai giornalisti Giorgia Rombolà (estate 2022), Lorenzo Lo Basso (estate 2023), Maria Soave (estate 2024) e Giulia Di Stefano con Marco Carrara (estate 2025).

### Agorà - Duemiladiciassette
Dal 10 gennaio 2017 Gerardo Greco ha condotto quattro speciali del programma in prima serata dal titolo Agorà - Duemiladiciassette.

### Timeline
Conosciuto inizialmente come Pre-Agorà, è una finestra in cui viene raccontato e analizzato il caso social della giornata ed è condotto da Marco Carrara. Tale spazio è diventato poi un programma autonomo e va in onda ogni domenica alle 10:35 su Rai 3 e nel periodo estivo all’interno di Agorà Estate.

### Agorà Extra
Dal 6 settembre 2021 al 30 giugno 2023 Agorà era seguito da Agorà Extra, condotto dal giornalista Senio Bonini fino al 3 giugno 2022 e poi, dal 12 settembre 2022 al 30 giugno 2023, dallo stesso conduttore di Agorà non più come programma esterno, ma come segmento interno di Agorà.

### Agorà Weekend
Dall'11 settembre 2021 ogni sabato e domenica va in onda Agorà Weekend, condotto dalla giornalista Sara Mariani dal 16 settembre 2023.
A differenza del programma principale, questo viene trasmesso dal Centro di produzione Rai di Napoli.